# O Tronco do Ipê (1963)
O Tronco do Ipê foi uma telenovela brasileira produzida e exibida pela TV Paulista em 1963 e baseada no romance homônimo de José de Alencar.
A novela ganhou um remake em 1982, escrito por Edmara Barbosa e exibido pela TV Cultura.